# Progress Atlas Championship
El Progress Atlas Championship (Campeonato Atlas de Progress, en español) fue un campeonato de lucha libre profesional creado y utilizado por la compañía británica Progress Wrestling. El campeonato se creó el 25 de septiembre de 2016. El último campeón fue WALTER, quien unificó el campeonato con el Campeonato Mundial de Progress tras derrotar a Trent Seven en Chapter 88: Super Strong Style 16 Tournament Edition 2019.
Este campeonato era exclusivamente para luchadores de más de 205 libras de peso; el peso límite de la división crucero. Rampage Brown fue el primer campeón después de ganar un torneo.

## Campeones

### Lista de campeones
|   | Luchador      | N.º | Fecha                    | Días | Lugar                              | Show o evento                                             | Notas y referencias                                                         |
| - | ------------- | --- | ------------------------ | ---- | ---------------------------------- | --------------------------------------------------------- | --------------------------------------------------------------------------- |
| 1 | Rampage Brown | 1   | 25 de septiembre de 2016 | 112  | Brixton, Londres                   | Chapter 36: We're Gonna Need a Bigger Room Again          | Derrotó a Joe Coffey en la final del torneo para coronar al primer campeón. |
| 2 | Matt Riddle   | 1   | 15 de enero de 2017      | 175  | Birmingham                         | Chapter 42: Life, the Universe and Wrestling              | [ 2 ]                                                                       |
| 3 | WALTER        | 1   | 9 de julio de 2017       | 34   | Birmingham                         | Chapter 51: Screaming for Progress                        | [ 3 ]                                                                       |
| 4 | Matt Riddle   | 2   | 12 de agosto de 2017     | 29   | New York City Estados Unidos       | Progress New York City                                    | [ 4 ]                                                                       |
| 5 | WALTER        | 2   | 10 de septiembre de 2017 | 238  | Haringey, Greater Londres          | Chapter 55: Chase the Sun                                 | Fue un Triple Threat Match que también incluyó a Timothy Thatcher.          |
| — | Vacante       | —   | 6 de mayo de 2018        | —    | Haringey, Londres                  | Chapter 68: Super Strong Style 16 2018 - Día 3            | WALTER dejó vacante el título.                                              |
| 6 | Doug Williams | 1   | 20 de mayo de 2018       | 133  | The Victoria Warehouse, Manchester | Chapter 69: Be Here Now                                   | Derrotó a Rob Lynch, Rampage Brown y Joseph Conners.                        |
| 7 | Trent Seven   | 1   | 30 de septiembre de 2018 | 217  | Wembley, Londres                   | Chapter 76: Hello Wembley                                 | Si Williams perida se retiraba.                                             |
| 8 | WALTER        | 3   | 5 de mayo de 2019        | 0    | Haringey, Londres                  | Chapter 88: Super Strong Style 16 Tournament Edition 2019 |                                                                             |
| — | Unificado     | —   | 5 de mayo de 2019        | —    | Haringey, Londres                  | Chapter 88: Super Strong Style 16 Tournament Edition 2019 | Con el Campeonato Mundial de Progress.                                      |

### Total de días con el título
A la fecha del 26 de julio de 2025.
| + | Indica al campeón actual |

| N.º | Campeón       | Reinados | Total de días |
| --- | ------------- | -------- | ------------- |
| 1   | WALTER        | 3        | 272           |
| 2   | Matt Riddle   | 2        | 204           |
| 3   | Trent Seven   | 1        | 217           |
| 4   | Doug Williams | 1        | 133           |
| 5   | Rampage Brown | 1        | 112           |

### Mayor cantidad de reinados
| Reinados | Luchador (es) |
| -------- | ------------- |
| 3 veces  | WALTER        |
| 2 veces  | Matt Riddle   |